# Giải bóng đá Vô địch U-19 Quốc gia 2023
Giải bóng đá Vô địch U-19 Quốc gia 2023 là mùa giải thứ 18 của Giải bóng đá Vô địch U-19 Quốc gia do Liên đoàn bóng đá Việt Nam (VFF) tổ chức.

## Các đội bóng tham dự vòng loại
- Bảng A: Công An Hà Nội, Đông Á Thanh Hóa, Hà Nội, Hải Phòng, Viettel, Quảng Ngãi
- Bảng B: Nam Định, PVF, SHB Đà Nẵng, Sông Lam Nghệ An, Thừa Thiên Huế
- Bảng C: Bình Định, Hoàng Anh Gia Lai, Khánh Hòa, Kon Tum, Lâm Đồng, Phú Yên
- Bảng D: Becamex Bình Dương, Bình Phước, Bình Thuận, Đồng Nai, Tây Ninh, Thành phố Hồ Chí Minh
- Bảng E: An Giang, Cần Thơ, Đồng Tháp, Long An, Tiền Giang

## Vòng chung kết

### Vòng bảng

#### Bảng A
| VT | Đội              | ST | T | H | B | BT | BB | HS | Đ | Giành quyền tham dự     |  | HNFC | SHBDN | KHFC | TNFC |
| -- | ---------------- | -- | - | - | - | -- | -- | -- | - | ----------------------- |  | ---- | ----- | ---- | ---- |
| 1  | U-19 Hà Nội      | 3  | 2 | 1 | 0 | 6  | 1  | +5 | 7 | Vòng đấu loại trực tiếp |  | —    | 1–1   |      |      |
| 2  | U-19 SHB Đà Nẵng | 3  | 1 | 1 | 1 | 4  | 4  | 0  | 4 | Vòng đấu loại trực tiếp |  |      | —     |      | 1–2  |
| 3  | U-19 Khánh Hòa   | 3  | 1 | 0 | 2 | 2  | 3  | −1 | 3 | Thứ ba tốt nhất         |  | 0–1  | 1–2   | —    |      |
| 4  | U-19 Tây Ninh    | 3  | 1 | 0 | 2 | 2  | 6  | −4 | 3 |                         |  | 0–4  |       | 0–1  | —    |

| U-19 Hà Nội       | 1–1      | U-19 SHB Đà Nẵng     |
| ----------------- | -------- | -------------------- |
| Nguyễn Sỹ Đức 47' | Chi tiết | Trần Nhật Đông 45+1' |

| U-19 Tây Ninh | 0–1      | U-19 Khánh Hòa        |
| ------------- | -------- | --------------------- |
|               | Chi tiết | Hoàng Vũ Anh Kiệt 52' |

| U-19 Khánh Hòa | 0–1 | U-19 Hà Nội |
| -------------- | --- | ----------- |
|                |     |             |

| U-19 SHB Đà Nẵng | 1–2 | U-19 Tây Ninh |
| ---------------- | --- | ------------- |
|                  |     |               |

| U-19 Tây Ninh | 0–4 | U-19 Hà Nội |
| ------------- | --- | ----------- |
|               |     |             |

| U-19 Khánh Hòa | 1–2 | U-19 SHB Đà Nẵng |
| -------------- | --- | ---------------- |
|                |     |                  |

### Bảng B
| VT | Đội                    | ST | T | H | B | BT | BB | HS | Đ | Giành quyền tham dự     |  | VTFC | BPFC | HAGL | AGFC |
| -- | ---------------------- | -- | - | - | - | -- | -- | -- | - | ----------------------- |  | ---- | ---- | ---- | ---- |
| 1  | U-19 Viettel           | 3  | 1 | 2 | 0 | 7  | 5  | +2 | 5 | Vòng đấu loại trực tiếp |  | —    |      | –    | 4–2  |
| 2  | U-19 Bình Phước        | 3  | 1 | 2 | 0 | 6  | 5  | +1 | 5 | Vòng đấu loại trực tiếp |  | 1–2  | —    | 3–2  |      |
| 3  | U-19 Hoàng Anh Gia Lai | 3  | 1 | 1 | 1 | 6  | 6  | 0  | 4 | Thứ ba tốt nhất         |  | 1–1  | –    | —    | 3–2  |
| 4  | U-19 An Giang          | 3  | 0 | 1 | 2 | 5  | 8  | −3 | 1 |                         |  | –    | 1–1  | –    | —    |

| U-19 Bình Phước | 3–2 | U-19 Hoàng Anh Gia Lai |
| --------------- | --- | ---------------------- |
|                 |     |                        |

| U-19 Viettel | 4-2 | U-19 An Giang |
| ------------ | --- | ------------- |
|              |     |               |

| U-19 Hoàng Anh Gia Lai | 1–1 | U-19 Viettel |
| ---------------------- | --- | ------------ |
|                        |     |              |

| U-19 An Giang | 1–1 | U-19 Bình Phước |
| ------------- | --- | --------------- |
|               |     |                 |

| U-19 Bình Phước | 1-2 | U-19 Viettel |
| --------------- | --- | ------------ |
|                 |     |              |

| U-19 Hoàng Anh Gia Lai | 3-2 | U-19 An Giang |
| ---------------------- | --- | ------------- |
|                        |     |               |

### Bảng C
| VT | Đội                     | ST | T | H | B | BT | BB | HS | Đ | Giành quyền tham dự     |  | THFC | SLNA | DTFC | BDFC |
| -- | ----------------------- | -- | - | - | - | -- | -- | -- | - | ----------------------- |  | ---- | ---- | ---- | ---- |
| 1  | U-19 Đông Á Thanh Hóa   | 3  | 2 | 1 | 0 | 8  | 4  | +4 | 7 | Vòng đấu loại trực tiếp |  | —    | 1–1  | –    | –    |
| 2  | U-19 Sông Lam Nghệ An   | 3  | 1 | 2 | 0 | 3  | 2  | +1 | 5 | Vòng đấu loại trực tiếp |  | –    | —    | –    | 2–1  |
| 3  | U-19 Đồng Tháp          | 3  | 1 | 1 | 1 | 3  | 4  | −1 | 4 | Thứ ba tốt nhất         |  | 2–4  | 0–0  | —    | –    |
| 4  | U-19 Becamex Bình Dương | 3  | 0 | 0 | 3 | 2  | 6  | −4 | 0 |                         |  | 1–3  |      | 0–1  | —    |

| U-19 Becamex Bình Dương | 0–1 | U-19 Đồng Tháp |
| ----------------------- | --- | -------------- |
|                         |     |                |

| U-19 Đông Á Thanh Hóa | 1–1 | U-19 Sông Lam Nghệ An |
| --------------------- | --- | --------------------- |
|                       |     |                       |

| U-19 Đồng Tháp | 2–4 | U-19 Đông Á Thanh Hóa |
| -------------- | --- | --------------------- |
|                |     |                       |

| U-19 Sông Lam Nghệ An | 2–1 | U-19 Becamex Bình Dương |
| --------------------- | --- | ----------------------- |
|                       |     |                         |

| U-19 Becamex Bình Dương | 1-3 | U-19 Đông Á Thanh Hóa |
| ----------------------- | --- | --------------------- |
|                         |     |                       |

| U-19 Đồng Tháp | 0-0 | U-19 Sông Lam Nghệ An |
| -------------- | --- | --------------------- |
|                |     |                       |

## Vòng đấu loại trực tiếp
|  | Tứ kết                 | Tứ kết                |                       |  | Bán kết | Bán kết |  |  | Chung kết | Chung kết |
|  |                        |                       |                       |  |         |         |  |  |           |           |
|  | 29 tháng 4 – Tây Ninh  |                       |                       |  |         |         |  |  |           |           |
|  |                        |                       |                       |  |         |         |  |  |           |           |
|  | U-19 Hà Nội            | 3                     |                       |  |         |         |  |  |           |           |
|  | U-19 Hà Nội            | 3                     | 2 tháng 5 – Tây Ninh  |  |         |         |  |  |           |           |
|  | U-19 Đồng Tháp         | 1                     |                       |  |         |         |  |  |           |           |
|  | U-19 Đồng Tháp         | 1                     | U-19 Hà Nội           |  |         |         |  |  |           |           |
|  | 29 tháng 4 – Tây Ninh  |                       |                       |  |         |         |  |  |           |           |
|  |                        | U-19 SHB Đà Nẵng      |                       |  |         |         |  |  |           |           |
|  | U-19 Viettel           | 0 (7)                 |                       |  |         |         |  |  |           |           |
|  | U-19 Viettel           | 0 (7)                 | 4 tháng 5 – Tây Ninh  |  |         |         |  |  |           |           |
|  | U-19 SHB Đà Nẵng       | 0 (8)                 |                       |  |         |         |  |  |           |           |
|  | U-19 SHB Đà Nẵng       | 0 (8)                 | Thắng BK1             |  |         |         |  |  |           |           |
|  | 30 tháng 4 – Tây Ninh  |                       |                       |  |         |         |  |  |           |           |
|  |                        | Thắng BK2             |                       |  |         |         |  |  |           |           |
|  | U-19 Đông Á Thanh Hoá  | 0 (4)                 |                       |  |         |         |  |  |           |           |
|  | U-19 Đông Á Thanh Hoá  | 0 (4)                 | 2 tháng 5 – Tây Ninh  |  |         |         |  |  |           |           |
|  | U-19 Hoàng Anh Gia Lai | 0 (2)                 |                       |  |         |         |  |  |           |           |
|  | U-19 Hoàng Anh Gia Lai | 0 (2)                 | U-19 Đông Á Thanh Hoá |  |         |         |  |  |           |           |
|  | 30 tháng 4 – Tây Ninh  |                       |                       |  |         |         |  |  |           |           |
|  |                        | U-19 Sông Lam Nghệ An |                       |  |         |         |  |  |           |           |
|  | U-19 Bình Phước        | 1                     |                       |  |         |         |  |  |           |           |
|  | U-19 Bình Phước        | 1                     |                       |  |         |         |  |  |           |           |
|  | U-19 Sông Lam Nghệ An  | 4                     |                       |  |         |         |  |  |           |           |
|  | U-19 Sông Lam Nghệ An  | 4                     |                       |  |         |         |  |  |           |           |

### Tứ kết

#### Tứ kết 1
| U-19 Hà Nội | 3–1 | U-19 Đồng Tháp |
| ----------- | --- | -------------- |
|             |     |                |

#### Tứ kết 2
| U-19 Viettel      | 0–0 (s.h.p.) | U-19 SHB Đà Nẵng |
| ----------------- | ------------ | ---------------- |
|                   |              |                  |
| Loạt sút luân lưu |              |                  |
|                   | 6–7          |                  |

#### Tứ kết 3
| U-19 Đông Á Thanh Hóa | 0–0 (s.h.p.) | U-19 Hoàng Anh Gia Lai |
| --------------------- | ------------ | ---------------------- |
|                       |              |                        |
| Loạt sút luân lưu     |              |                        |
|                       | 4-2          |                        |

#### Tứ kết 4
| U-19 Bình Phước | 1–4 | U-19 Sông Lam Nghệ An |
| --------------- | --- | --------------------- |
|                 |     |                       |

### Bán kết

#### Bán kết 1
| U-19 Hà Nội | – | U-19 SHB Đà Nẵng |
| ----------- | - | ---------------- |
|             |   |                  |

#### Bán kết 2
| Thắng Tứ kết 3 | – | Thắng Tứ kết 4 |
| -------------- | - | -------------- |
|                |   |                |

### Chung kết
| Thắng Bán kết 1 | – | Thắng Bán kết 2 |
| --------------- | - | --------------- |
|                 |   |                 |